# نان سیب‌زمینی

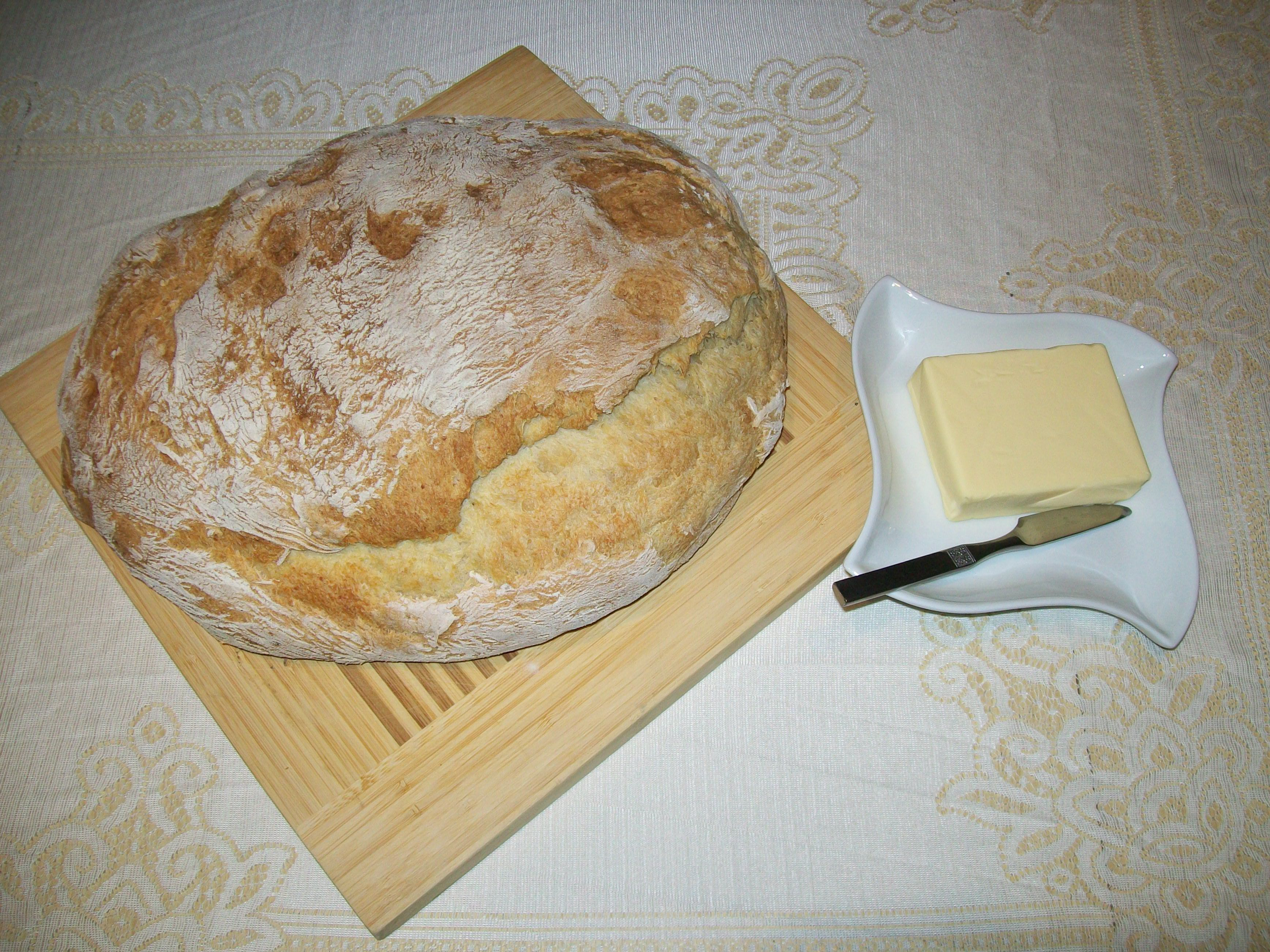
نان سیب‌زمینی با کره

نان سیب‌زمینی نوعی نان است که سیب‌زمینی یا آرد سیب‌زمینی جایگزین بخشی از آرد گندم در پخت نان می‌شود. این نوع نان در تنور یا فر یا در ماهی‌تابه پخته‌شده و به صورت حجیم یا تخت تهیه می‌شود. نسبت سیب‌زمینی و گندم در انواع مختلف نان سیب‌زمینی متفاوت است.
این نوع نان به شکل صنعتی در کشورهای مختلف تهیه و پخش می‌شود. انواع مختلف این نان در کشورهای مختلف از جمله شیلی، آلمان، مجارستان، ایرلند، اسکاتلند، پرو و آمریکا تهیه و پخش می‌شود.

## نان سیب‌زمینی در ایران
با توجه به تولید انبوه سیب‌زمینی در ایران و ضایع شدن تناوبی بخشی از محصول سیب‌زمینی تولیدشده در دوره‌های مختلف می‌توان با تولید صنعتی آرد سیب‌زمینی و نگهداری آن، بخشی از آرد مصرفی در نانوایی‌های صنعتی را به آرد سیب‌زمینی اختصاص داد و با تولید محصول یا محصولات جدید به فروش آن اقدام کرد.